# Jeż Jerzy
Jeż Jerzy (Chú nhím Jerzy) là tựa truyện tranh Ba Lan nổi tiếng. Nhân vật chú nhím Jerzy do hai nghệ sĩ trẻ, Rafał Skarżycki (kịch bản) và Tomasz Lew Leśniak (họa sĩ) sáng tạo.
Bộ truyện tranh lần đầu tiên xuất hiện trong tạp chí dành cho trẻ em có tên là Świerszczyk. Ban đầu, nội dung bộ phim nhắm đến đối tượng là trẻ em, với nội dung chú nhím Jerzy phiêu lưu trong vùng đất cổ tích. Năm 1996, chú nhím gai này xuất hiện trên tạp chí Ślizg dưới "phiên bản dành cho người lớn".
Phiên bản dành cho người lớn của truyện tranh có nội dung châm biếm chính trị và đất nước Ba Lan hiện đại. Truyện tranh chế nhạo cảnh sát, nhà sinh thái học, các nhóm tiểu văn hóa của những thanh niên sống theo lốidresiarz. Truyện tranh còn mỉa mai các chính trị gia như Andrzej Lepper và Grzegorz Kołodko. Trong phiên bản dành cho người lớn, các nhân vật thường xuyên chửi thề, uống rượu và sử dụng ma túy, phong cách tương tự như phim South Park của Hoa Kỳ, xuất hiện nhiều cảnh bạo lực và khỏa thân. Jerży trở thành một phần của văn hóa lướt ván tại Ba Lan.

## Tập ảnh
Phiên bản thân thiện với trẻ em:
- Jeż Jerzy: Dla dzieci (Dành cho trẻ em)

Phiên bản dành cho người lớn:
- Jeż Jerzy: The True Story - Cuốn sách không được tính là một phần của bộ truyện chính thức, số lượng in rất hạn chế.
- Jeż Jerzy: Nie dla dzieci (Không dành cho trẻ em) - 2002. Series truyện ngắn
- Jeż Jerzy: Wróg publiczny (Kẻ thù công khai) - 2002. Series truyện ngắn
- Jeż Jerzy: Egzorcysta (The Exorcist) - 2003. Truyện dài. Cốt chuyện dựa vào phim The Exorcist.
- Jeż Jerzy: Ścigany (Kẻ chạy trốn) - 2003. Truyện ngắn
- Jeż Jerzy: Dokument (Phim tài liệu) - 2004. Series truyện ngắn, kể về cuộc đời của Jerzy.
- Jeż Jerzy: Ziom - 2005. Truyện ngắn.
- Jeż Jerzy: In vitro - 2006. Truyện dài
- Jeż Jerzy: Człowiek z Blizną - xuất bản năm 2007.
- Jeż Jerzy: Musi umrzeć (Phải chết) - xuất bản năm 2009. Jerzy tự giả chết để tránh phải trả tiền hóa đơn.

## Giải thưởng
Một tập của Jeż Jerzy giành được Giải thưởng Liên hoan nghệ thuật truyện tranh tại Łódź vào năm 1999.

## Phim ảnh
Một bộ phim hoạt hình phát hành vào năm 2011, do chính 2 tác giả viết. Sau đây là đoạn trailer trên YouTube